# Wilhelm Weber (Heimatforscher)
Wilhelm Weber (* 29. August 1924 in Timișoara, Königreich Rumänien; † 7. November 2016 in Bielefeld) war Lehrer, Buchautor, Heimatforscher und Bibliothekar; er war Angehöriger der deutschsprachigen Minderheit der Banater Schwaben.

## Leben
Wilhelm Weber wurde 1924 als ältester von zwei Brüdern im Bezirk Iosefin in Timișoara geboren. Von 1935 bis 1943 besuchte er das Deutsche römisch-katholische Gymnasium im Schulkomplex Banatia in Timișoara, wo er im Mai 1943 sein Abitur ablegte. Anschließend arbeitete er in Alexanderhausen und in Rekasch als Lehrer. Im Juni 1944 rückte Weber als Angehöriger der Flieger–DJ zur deutschen Luftwaffe ein. Am 29. April 1945 geriet er südöstlich von Berlin in sowjetische Kriegsgefangenschaft, die er in Lagern in und um Moskau verbrachte. 1949 wurde er aus dem Lager Moschaisk nach Rumänien entlassen.
Nach seiner Heimkehr und einer Kenntnisprüfung beim Regionalschulamt bekam er seine Ernennung als Mathematiklehrer an der Billeder Schule. Gleichzeitig begann er ein Fernstudium der Mathematik und Physik an der Babeș-Bolyai-Universität Cluj. Im Juni 1951 wurde er mit seiner Familie in die Bărăgan-Steppe verschleppt. Nach seiner Rückkehr 1955 war er in Biled wieder als Lehrer tätig. Nach einer vom Schul- und Kulturamt angebotenen Weiterbildung zum Bibliothekar arbeitete er von 1959 bis 1965 als Gemeindebibliothekar und von 1965 bis 1972 als Schulbibliothekar am Bileder Lyzeum. Von 1972 bis zu seiner Pensionierung 1984 war er als Pädagoge im Schulinternat des Nikolaus-Lenau-Lyzeums tätig. 1986 siedelte er mit seiner Familie in die Bundesrepublik Deutschland aus, wo er sich in Bielefeld niederließ.
Wilhelm Weber verstarb am 7. November 2016 in seiner Wahlheimat Bielefeld und wurde seinem Wunsch entsprechend in der Familiengruft auf dem Josefstädter Friedhof seiner Geburtsstadt Temeswar/Timișoara beigesetzt.

## Heimatforscher
Wilhelm Weber verfasste insgesamt 107 Beiträge zur Billeder und Banater Geschichte und Volkskunde, die er in der rumäniendeutschen Presse wie Neuer Weg, Neue Banater Zeitung und danach in Deutschland in der Banater Post, dem „Billeder Heimatblatt“, dem „Temeswarer Heimatblatt“, der „Temeswarer Monographie“ und dem Westfalen-Blatt veröffentlichte.
Sein erstes Buch Geschichte der Gemeinde Billed stellte er 1957 fertig, durfte es aber nicht veröffentlichten, was ihn jedoch nicht von weiterer Forschungsarbeit abhielt. Weber trug weiter Daten und Bildmaterial zusammen. 1965 verfasste Wilhelm Weber die Festschrift „200 Jahre seit der Ansiedlung Billeds“. 1973 erschien eine weitere Monografie der Gemeinde Biled mit dem Titel Kranich und Pflugschar im Siegel – Abriß einer Chronik der Gemeinde Billed, die in 12 Folgen in der Neuen Banater Zeitung veröffentlicht wurde.
Wilhelm Weber ist Mitautor der Monografie von Franz Kleins „Billed. Chronik einer Heidegemeinde im Banat in Quellen und Dokumenten 1765–1980“, die 1980 in Wien erschien. Sein bedeutendstes Werk ist die Dokumentation der Deportation in die Bărăgan-Steppe mit dem Titel „Und über uns der blaue endlose Himmel. Die Deportation in die Bărăgan-Steppe Rumäniens 1951“, die 1998 in München veröffentlicht wurde. Diese Dokumentation wurde in der deutschsprachigen Wochenzeitung „Eintracht“ in den Vereinigten Staaten von Amerika in 51 ganzseitigen Fortsetzungen veröffentlicht.
Wilhelm Weber veröffentlichte zahlreiche Artikel zur Heimatkunde sowohl in der deutschsprachigen rumänischen Presse wie „Neuer Weg“ und „Neue Banater Zeitung“ als auch in Deutschland, dort in der „Banater Post“ und dem „Westfalen-Blatt“. Desgleichen gab er zahlreiche Interviews im Westdeutschen Rundfunk und im Radio Berlin, organisierte Ausstellungen und hielt Vorträge in München, Ulm, Sindelfingen, Karlsruhe, Landshut, Düsseldorf und Biled. Viele seiner Beiträge mit einer breitgefächerten Themenpalette erschienen jährlich im „Billeder Heimatblatt“.

### Beiträge zur Heimatkunde (Auszug)

#### In der deutschsprachigen Presse in Rumänien
- Dem Müller das Wasser abgegraben – Zur Geschichte der Entwässerungsarbeiten auf der Gemarkung von Billed. Neuer Weg, Mai 1979.
- Die Billeder Landwirtschafts- und Gewerbeausstellung 1924. Neuer Weg, August 1979.
- Brot für die „nothleydenden Colonisten“ – Beiträge zur Billeder Siedlungsgeschichte. Teil 1. Neuer Weg, Dezember 1979.
- Die „trohungen und schmach-Reden des Hlöbl. Verwalter Knols“ – Beiträge zur Billeder Siedlungsgeschichte. Teil 2. Neuer Weg, Januar 1980.
- In einer großen Hütte von Brettern – Aus der Geschichte der Billeder Schule, Teil 1. Mit Elvira Slavik. Neuer Weg, Dezember 1980.
- Über hundert Kinder in einer Klasse – Aus der Geschichte der Billeder Schule, Teil 2. Mit Elvira Slavik. Neuer Weg, Dezember 1980.
- Ein Pionier der Temeswarer Gebrauchsgraphik und Dekorationsmalerei – Sinkovich malte die Übergabe von Temeswar an Prinz Eugen. Neuer Weg, Juli 1981.
- Billeder Festtracht um das Jahr 1890. – Trachtenpuppenpaar für das Lenauheimer Heimat-Museum. Neue Banater Zeitung, Juni 1971.
- Kranich und Pflugschar im Siegel – Abriss einer Chronik der Gemeinde Billed. In 12 Folgen. Neue Banater Zeitung, Juni – Juli 1973.
- Feuer und Wasser getrotzt – Fünfzig Jahre Billeder Freiwillige Feuerwehr. In 8 Folgen. Neue Banater Zeitung, November 1977.
- Wo steht „et Klänet em Läm on kräscht nä ?“ – Herkunftsmäßige und allgemeine Kennzeichnung der Billeder Mundart. In 2 Folgen. Neue Banater Zeitung, April–Juni 1979.

#### In der Bundesrepublik Deutschland
- Vergessene Rumäniendeutsche – Zur Zwangsarbeit in die Sowjetunion weil sie Deutsche waren. Westfalenblatt, Januar 1995.
- Rückblick auf das Leben von Dechantpfarrer Johann Lauer – Träger des Geistlichen Verdienstkreuzes. Banater Post, September 1995.
- Erinnerung an die Baragan-Deportation vor 45 Jahren. Banater Post, Juni 1996.
- Auszeichnungen von Kaiser und Sultan – Feldmarschall Baron Kövess von Kövesshaza. Banater Post, August 2000.
- Deutschbogschaner wird ungarischer Kriegsminister – Generaloberst Baron Alexander Surmayer-Szurmay von Uszok. Banater Post, September 2000.
- Generalmajor Baron Geza Heim von San Martino del Carso. Banater Post, Oktober 2000.
- Hauptmann Baron Peter Roosz. Banater Post, Oktober 2000.
- Oberst Baron Georg Petrichevici von Sielec. Banater Post, November 2000.
- Oberst Baron Konstantin Popovici. Banater Post, Dezember 2000.
- Febris Maligna lichtete die Reihe. Beschreibung des Sanitätswesens in der Heidegemeinde Billed. Banater Post, März 2004.
- Bilder vom Billeder Dorfrand – Vor hundert Jahren wurde der Heimatmaler Franz Ferch geboren. Banater Post, September 2005.
- König Karl I. – Gründer des rumänischen Ordenswesens. Banater Post, Juli 2007.
- Wenn Grenzen sich verschieben – Neunzig Jahre seit dem Ende des Ersten Weltkrieges und dessen Folgen für das Banat und die Bevölkerung dieser historischen Provinz. In 2 Folgen. Banater Post, Juli–August 2008.
- Von Orden, Kreuzen und Medaillen – Auszeichnungen des Königreichs Rumänien an Deutsche. Banater Post, Juli 2009.
- Die Freiheit über den Wolken – Der Beitrag der Rumäniendeutschen zur Entwicklung des Flugwesens in Rumänien im Allgemeinen und des Segelflugwesens im Besonderen. Banater Post, Juli 2010.
- Was heute noch an den Administrationsrat De Jean von Hanssen in Temeswar erinnert. Banater Post, Dezember 2010.
- Eine Temeswarer Künstlerpersönlichkeit ersten Ranges – Zeichenlehrer, Kunst- und Dekorationsmaler, Pionier der Temeswarer Plakatgraphik Desider Sinkovich. Mit Richard Weber. Banater Post, Juli 2011.
- Und über uns der blaue endlose Himmel – Sechzig Jahre seit der Deportation von Bewohnern der Banater Grenzzone in die Baragan-Steppe Rumäniens. In 3 Folgen. Banater Post, Oktober–November 2011.
- Temeswarer und andere Banater Offiziere die mit der Verleihung des Militär-Maria Theresien-Ordens zugleich auch mit der Ungarischen Baronie geadelt wurden, Temeswarer Heimatblatt 2006.
- Entstehung und Geschichte des Scudier-Parkes in Temeswar. Temeswarer Heimatblatt 2006.
- Das Luftschifferdenkmal und andere bedeutende Grabstätten auf dem Temeswarer Heldenfriedhof. Temeswarer Heimatblatt 2007.
- K.u.K.-Infanterie Kadettenschule in Temeswar. Temeswarer Heimatblatt 2007.
- Das neu eingerichtete Kunstmuseum in Temeswar oder das Aufwachen der schlafenden Prinzessin. Temeswarer Heimatblatt 2008.
- Spätes Gedenken an die Toten des ehemaligen Kriegsgefangenenlagers von Temeswar. Temeswarer Heimatblatt 2008.
- Das auf Initiative der Kriegsveteranen in Temeswar errichtete Kriegerdenkmal. 2008.
- Stefan Heinz-Kehrer zum 96. Geburtstag. Temeswarer Heimatblatt 2009.
- Königlich Rumänische Orden, Kreuze und Medaillen verliehen an ethnische Minderheiten am Beispiel von ausgezeichneten Banater Deutschen. Temeswarer Heimatblatt 2010.
- Administrationsrat De Jean von Hanssen und was auch heute noch in Temeswar an ihn erinnert. Temeswarer Heimatblatt 2010.
- 60 Jahre seit der Deportation von Bewohnern der Banater Grenzzone in die Baragan-Steppe Rumäniens. Temeswarer Heimatblatt 2011.

## Ordenskundler
Besondere Anerkennung fanden seine Beiträge über die Verleihung militärischer Orden, deren Mitglied er seit 1986 ist. In den Zeitschriften Orden Militaria Magazin, „INFO“ und „Orden und Ehrenzeichen“ veröffentlichte er insgesamt 51 Beiträge mit reichhaltigem Bildmaterial zur rumänischen, österreichisch-ungarischen und ungarischen Ordenskunde.

### Beiträge zur Ordenskunde
- Die im Ersten Weltkrieg verliehenen Tapferkeitsmedaillen der Österreichisch-Ungarischen Monarchie. OMM 36/1990.
- Das Geistliche Verdienstkreuz der Österreichisch-Ungarischen Monarchie. OMM 61/1994.
- „Patriae ac Humanitati“ – Für Vaterland und Menschlichkeit. Über das Ehrenzeichen für Verdienste um das Rote Kreuz der Österreichisch-Ungarischen Monarchie. OMM 69/1995.
- Der Deutsche Kaiser als Oberstinhaber Österreichisch-Ungarischer Regimenter. OMM 72/1996.
- Der Militär-Maria Theresien-Orden und seine Inhaber in der Deutschen Wehrmacht. OMM 76/1997.
- Zu OMM 70/1997 – Das Leistungsabzeichen der Deutschen Mannschaft der ehemaligen Deutschen Volksgruppe in Rumänien. OMM 78/1997.
- Der militärische Werdegang des Generals Artur Phleps widerspiegelt in seinen Orden und Ehrenzeichen. OMM 82/1998.
- Die für humanitäre Verdienste in Rumänien verliehenen Orden und Ehrenzeichen. OMM 91/1998.
- Crucea Trecerea Dunarii – Auf deutsch – Das Donauübergangs-Kreuz. INFO 53/1989.
- Das Signum Laudis – Die meistverliehene Offiziersauszeichnung der Österreichisch-Ungarischen Monarchie. OuE Jahrbuch 1999.
- Vom Wiener Bub zum Kommandeur der Reichsgrenadierdivision „Hoch- und Deutschmeister“ – Generalleutnant Dr. Friedrich Franek. OuE 4/2000.
- Der Königlich Rumänische „Orden des Regierenden Hauses“, OuE 7/2000.
- Das rumänische Ordenswesen und seine zwei ranghöchsten Orden. Teil 1 – Der Verdienstorden Karl I., OuE 10/2000
- Das rumänische Ordenswesen Teil 2 – Der Kriegsorden Michael der Tapfere, OuE 11/2001.
- Die Orden und Tapferkeitsmedaillen des „Unabhängigen Staates Kroatien 1941–1945“. OuE 19/2002.
- Das Rumänische Kriegserinnerungskreuz an den Zweiten Weltkrieg 1941 – 1945, OuE 20/2002.
- Rumänische Ordensspange – Spange eines Polizeioffiziers. OuE 25/2002.
- Das Ungarische Adelige Kapitelkreuz und das Abzeichen der Ungarischen Adelsmatrikel.OuE 25/2003.
- Der in der Monarchie gestiftete und nun erneuerte rumänische „Orden Fliegerische Tapferkeit“, OuE 28/2003.
- Der Rumänische Sternorden im Bild – Seine Erneuerung in den Jahren 1998 und 1999.OuE Jahrbuch 2003.
- Die vom Russischen Zaren Alexander II. an Rumänen verliehene Kriegserinnerungs-medaille 1877 – 1878. OuE 33/2004.
- Das Ehrenzeichen vom Rumänischen Adler. OuE 34/2004.
- Der alte königliche und der erneuerte Treudienst-Orden. OuE Jahrbuch 2004.
- Stellungnahme zum Beitrag „Orden auf Briefmarken“. Hier Ungarischer Militärverdienst-Orden 1848/1849. OuE Jahrbuch 2004.
- Das Erinnerungszeichen für die Ritter vom Goldenen Sporn. OuE 38/2005.2006.
- Die Rumänische Bene Merenti Medaille. OuE 41/2006.
- Bischof D. Dr. Dr. h. c. Philipp Popp im vollen Ordensschmuck. OuE 42/2006.
- Anfang und Entwicklung der Militärfliegerei in der mit dem Deutschen Kaiserreich verbündeten Österreichisch-Ungarischen Monarchie bis zum Ende des Ersten Weltkrieges. OuE 44/2006.
- Für ihre humanitären Verdienste ausgezeichnet. OuE 45/2006.
- Die Ehrenzeichen für Absolventen der Königlich Rumänischen Militärakademie. OuE 46/2006.
- Banater Offiziere die als Inhaber des Militär-Maria Theresien-Ordens mit der Ungarischen Baronie geadelt wurden. OuE Jahrbuch 2006.
- Die Orden und Ehrenzeichen der „Indischen Legion“. OuE 47/2007.
- Im Königreich Rumänien gestiftete und in der Republik Rumänien erneuerte Fliegerauszeichnungen. OuE 47/2007.
- König Karl I. – Schöpfer des modernen Rumäniens, Gründer des rumänischen Ordenswesens und Stifter des „Orden Krone Rumäniens“. OuE 48/2007.
- Generaloberst Petre Dumitrescu – Einer der bedeutendsten Vertreter der Rumänischen Generalität des Zweiten Weltkrieges, dem das Eichenlaub zum Ritterkreuz des Eisernen Kreuzes verliehen wurde. OuE 49/2007.
- Die an Deutsche verliehenen rumänischen Orden, Kreuze und Medaillen. OuE Jahrbuch 2007.
- Eine Auswahl von Regimentsabzeichen der Königlich Rumänischen Armee. OuE 54/2008.
- Guck mal, wie die tragen! OuE 56/2008.
- Der Königlich Rumänische Kulturverdienst-Orden und die Kulturverdienst-Medaillen mit ihren verschiedenen Bändern sowie ihre Erneuerung in den Jahren 1966 und 2000. OuE 58/2008.
- Einem Mitglied der Deutschen Gesellschaft für Ordenskunde wurde die höchste Auszeichnung des Ungarischen Vitez-Ordens verliehen. OuE 64/2009.
- Die zwei letzten Ordensstiftungen des Rumänischen Königs Mihai I. OuE 65/2010.
- Die Jubiläumsmedaille IN MEMORIAM 2000 2010 des Bayerischen Soldatenbundes 1874. OuE 67/2010.
- Königlich Rumänische Auszeichnungen verliehen an ethnische Minderheiten am Beispiel einiger Banater Schwaben. OuE 75/2011.
- Hohe rumänische Verdienstorden für Deutsche und für solche rumäniendeutscher Herkunft. OuE 79/2012.
- Arthur Christian aus Ulmbach – Der erste volksdeutsche Träger der Nahkampfspange in Gold. Veteranenzeitschrift „Der Freiwillige“ Heft 12/1995.
- Mann gegen Panzer – Der Banatdeutsche Ritterkreuzträger Stefan Strapatin. Veteranenzeitschrift „Der Freiwillige“ Heft 12/2005.

Buchbesprechungen
- Generalmajor a. D. Alois Windisch – Ein Soldatenleben. OMM 78/1997.
- Major Johann Charvat (1888 – 1934) – Ein Soldatenleben auf Abruf. OuE 5/2000.
- Ordinul de razboi Mihai Viteazul – Der Kriegsorden Michael der Tapfere. OuE Jahrbuch 2000.
- Die Auszeichnungen der Volksrepublik und der Sozialistischen Republik Rumänien 1948–1989. OuE 10/2002.
- Germanii in Aeronautica Romana – Die Deutschen in der rumänischen Luftfahrt. OuE 38/2005.
- Insignele Aviatiei Militare Romane – Die Abzeichen des rumänischen Militärflugwesens. OuE 58/2008.

## Auszeichnungen
Wilhelm Weber erhielt für seine Tätigkeit im Bereich der Heimatforschung und der Erforschung militärischer Orden zahlreiche Auszeichnungen:
- 1990: Ehrenbrief der Landsmannschaft der Banater Schwaben für Heimatforschung
- 1994: Verdienstmedaille in Bronze für besondere Verdienste um den Bund und die deutsche Ordenskunde
- 2002: Verdienstmedaille in Silber für besondere Verdienste um den Bund und die deutsche Ordenskunde
- 2002: Verdienstmedaille in Gold der Landsmannschaft für langjähriger Verdienste um den Verband
- 2003: Von Hessenthal-Preis für Phaleristik für hervorragende publizistische Leistungen in der Phaleristik
- 2004: Ehrenurkunde der Billeder Heimatortsgemeinschaft für unermüdliche Bemühungen im Dienste der Billeder Landsleute
- 2005: Urkunde zum Ehrenbürger der Gemeinde Billed (Diploma Cetățean de Onoare a comunei Biled), Primăria Biled
- 2010: Jubiläumserinnerungesmedaille In Memoriam 2000–2010 am Band für Förderer des bayerischen Soldatenbundes 1874 e. V. Bezirksverband Würzburg/Main Spessart und des ungarischen Vitezi-Rend
- 2011: Ehrenzeichen am Bande des fränkischen Soldaten- und Kameradenkreises
- 2011: Mitgliedsnadel in Silber für 25-jährige Mitgliedschaft in der Deutschen Gesellschaft für Ordenskunde